# Perrierbambus
Nastinae (Perrierbambus) es un género de plantas herbáceas de la familia de las poáceas. Es originario de Madagascar.

## Especies
- Perrierbambus madagascariensis
- Perrierbambus tsarasaotrensis